# Rhampholeon viridis
Espèce
Statut de conservation UICN

 EN B1ab(ii,iii)+2ab(ii,iii) : En danger
Rhampholeon viridis est une espèce de sauriens de la famille des Chamaeleonidae.

## Répartition
Cette espèce est endémique de Tanzanie. Elle se rencontre dans les monts Pare.

## Étymologie
Son nom d'espèce, du latin viridis, « vert », lui a été donné en référence à sa coloration.

## Publication originale
- Mariaux & Tilbury, 2006 : The pygmy chameleons of the eastern Arc range (Tanzania): Evolutionary relationships and the description of three new species of Rhampholeon (Sauria: Chamaeleonidae). Herpetological Journal, vol. 16, no 3, p. 315-331 (texte intégral).